# Eublemma pendula
Eublemma pendula là một loài bướm đêm trong họ Erebidae.